# Ranunculus macrophyllus
Ranunculus macrophyllus är en ranunkelväxtart. Ranunculus macrophyllus ingår i släktet ranunkler, och familjen ranunkelväxter.

## Underarter
Arten delas in i följande underarter:
- R. m. barceloi
- R. m. macrophyllus